# Одинцов, Никанор Фёдорович
Никанор Фёдорович Одинцов (1852—1906) — русский духовный писатель, окружной инспектор виленского (Вильно; ныне Вильнюс) учебного округа.
В 1877 году окончил Санкт-Петербургскую духовную академию со степенью кандидата богословия.

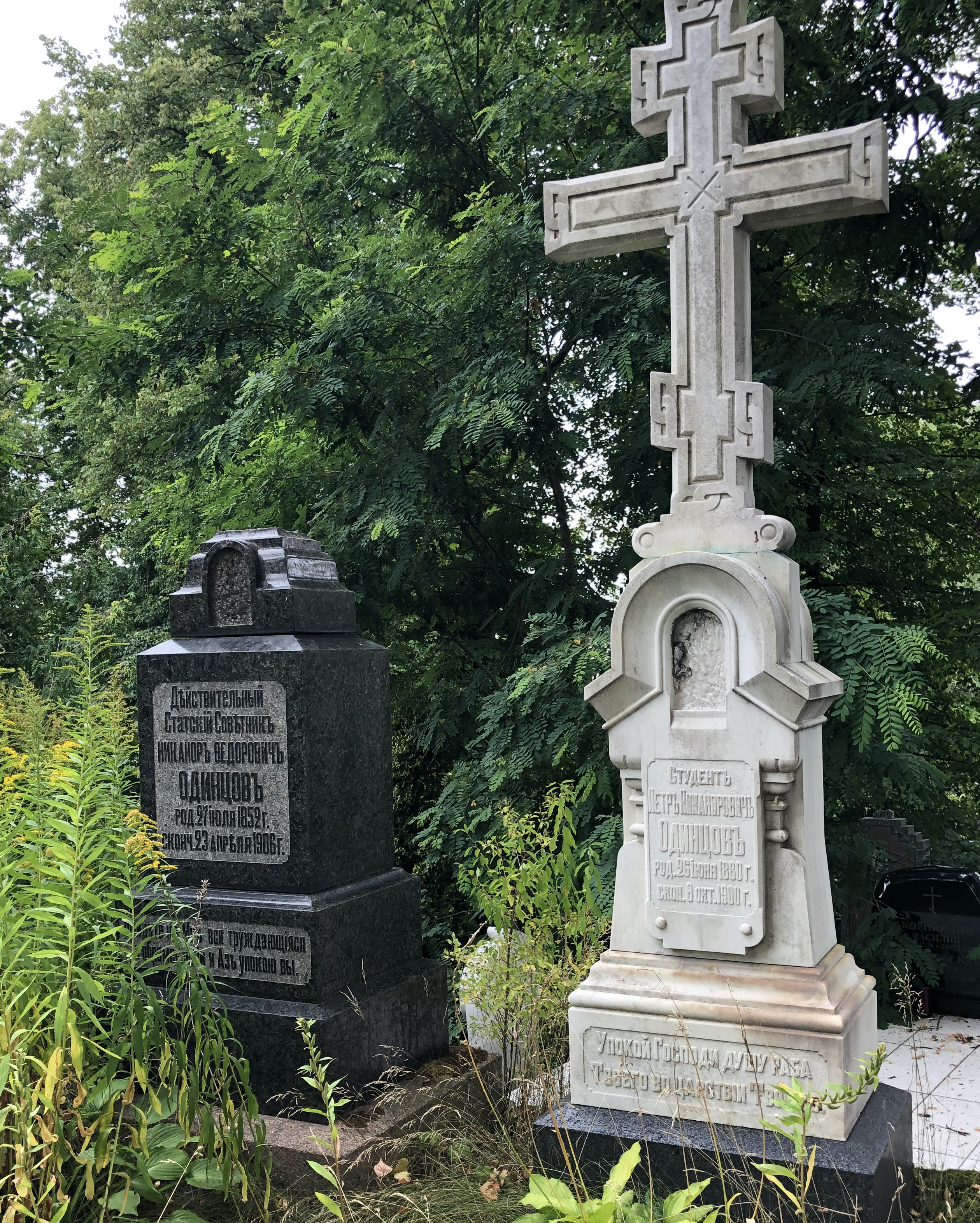
Захоронение Никанора Фёдоровича Одинцова и его сына на Ефросиньевском кладбище в Вильнюсе.

## Публикации
- Порядок общественного и частного богослужения в древней России до XVI века : Церк.-ист. исслед. Н. Одинцова. — Санкт-Петербург: И. Л. Тузов, 1881. — [4], 300 с.
  - Порядок общественного и частного богослужения в древней России до XVI века: церковно-историческое исследование. — Изд. 2-е. — Москва : URSS : Книжный дом «ЛИБРОКОМ», cop. 2011. — 300, [1] с.; 22 см. — (Академия фундаментальных исследований: богословие). — ISBN 978-5-397-02044-2
- Униатское богослужение в XVII и XVIII веках по рукописям Виленской публичной библиотеки : Исслед. Н. Ф. Одинцова. — Вильна : тип. Губ. правл., 1886. — 139 с.
- Народная школа и церковь // Русская школа. — 1895. — № 61. — С. 154—171
- «Неблагоприятные условия жизни и деятельности народной школы в Северо-западном крае России» // «Русское Обозрение», 1897
- Книга первая для чтения в церковно-приходских школах и школах грамоты : Год 1-й обучения / Сост. Н. Ф. Одинцов и В. С. Богоявленский. — 1-е изд. — Санкт-Петербург : Училищ. при Святейшем синоде совет, 1899. — 100, III с.
  - Книга первая для чтения в церковно-приходских школах и школах грамоты : Год 1-й обучения / Сост. Н. Ф. Одинцов и В. С. Богоявленский. — 2-е изд. — Санкт-Петербург : Училищ. при Святейшем синоде совет, 1900. — 100, III с.
  - Книга первая для чтения в церковно-приходских школах и школах грамоты / Сост. Н. Ф. Одинцов и В. С. Богоявленский. — 3-е изд. — Санкт-Петербург : Училищ. при Святейшем синоде совет, 1900. — 100, III с.
  - Книга первая для чтения в церковно-приходских школах и школах грамоты / Сост. Н. Ф. Одинцов и В. С. Богоявленский. — 4-е изд., испр. — Санкт-Петербург : Училищ. при Святейшем синоде совет, 1901. — 86, II с.
  - Книга первая для чтения в церковно-приходских школах и школах грамоты / Сост. Н. Ф. Одинцов и В. С. Богоявленский. — 5-е изд., испр. — Санкт-Петербург : Училищ. при Святейшем синоде совет, 1902. — 86, II с.
  - Книга первая для чтения в церковно-приходских школах и школах грамоты / Сост. Н. Ф. Одинцов и В. С. Богоявленский. — 6-е изд., испр. — Санкт-Петербург : Училищ. при Святейшем синоде совет, 1903. — 86, II с.
  - Книга первая для чтения в церковно-приходских школах и школах грамоты / Сост. Н. Ф. Одинцов и В. С. Богоявленский. — 7-е изд., испр. — Санкт-Петербург : Училищ. при Святейшем синоде совет, 1904. — 86, II с.
  - Книга первая для чтения в церковно-приходских школах и школах грамоты / Сост. Н. Ф. Одинцов и В. С. Богоявленский. — 7-е изд., испр. — Санкт-Петербург : Училищ. при Святейшем синоде совет, 1904. — 86, II с.
- Книга вторая для чтения в церковно-приходских школах и школах грамоты : Годы 2-й и 3-й обучения / Сост. Н. Ф. Одинцов и В. С. Богоявленский. — 1-е изд. — Санкт-Петербург : Училищ. при Святейшем синоде совет, 1899. — 274, V с.
  - Книга вторая для чтения в церковно-приходских школах и школах грамоты : Годы 2-й и 3-й обучения / Сост. Н. Ф. Одинцов и В. С. Богоявленский. — 2-е изд. — Санкт-Петербург : Училищ. при Святейшем синоде совет, 1900. — 274, V с.